# Velký Bor
Velký Bor – miejscowość i gmina (obec) w Czechach, w kraju pilzneńskim, w powiecie Klatovy. W 2022 roku liczyła 567 mieszkańców.